# 坪田昭三
坪田 昭三（つぼた しょうぞう、1929年 - ）は、日本のクラシック音楽のピアニスト。

## 略歴
1945年、静岡県立静岡中学校卒業。1949年、東京音楽学校卒業。1950年、第19回日本音楽コンクール第3位入賞。1951年、東京音楽学校研究科修了。同年、第1回リサイタル、その後、放送、オーケストラとの共演、巌本真理弦楽四重奏団との共演など、室内楽の分野でも活躍。1983年と1984年には霧島国際音楽祭に参加。
ゲルハルト・ボッセ（Vn）、ミラン・シュカンパ（Va）、アントニン・コホート（Vc）、ミロシュ・サドロ（Vc）等と共演。
これまでに、巌本真理、黒岩俊夫とのベートーヴェンのピアノ三重奏曲の連続演奏により、民放最優秀賞、「巌本真理を中心とする10人の演奏グループ」によるブラームス室内楽連続演奏会により、毎日芸術賞、明治百年記念芸術祭賞などを受賞。東京芸術大学名誉教授。多くの後進を育て、2025年、95歳を過ぎても室内楽リサイタルを開催し続けている。